# 矢島御所
矢島御所は、現在の滋賀県守山市矢島町にかつて存在した居館。室町時代末期に、永禄の変から逃れた足利義昭が、将軍就任前の1565年（永禄8年） から1566年（永禄9年）にかけて滞在した。矢島館とも呼ばれる

## 概要
1565年（永禄8年）、永禄の変で13代将軍・足利義輝が殺害されると、その同母弟で興福寺一乗院門跡覚慶を名乗っていた義昭は、一時期松永久秀の保護下で監禁されていたが、兄・義輝の旧臣一色藤長・細川藤孝らの手により救出される。義昭は奈良を脱出して甲賀に潜伏した後、六角氏を頼って矢島に入り、矢島御所に滞在した。滞在中の1566年（永禄9年）に覚慶は還俗して義秋を名乗った。